# فرانسيسكو بيريز
فرانسيسكو بيريز (بالإسبانية: Francisco Pérez)‏ (تاريخ الميلاد غير معلوم - تاريخ الوفاة غير معلوم) لاعب كرة قدم أرجنتيني راحل كان يجيد اللعب في خط الهجوم.
لعب طوال مسيرته الرياضية في نادي ألماجرو.
شارك مع منتخب الأرجنتين في بطولة كأس العالم 1934 في إيطاليا حيث خرج من الدور الثمن النهائي.

## وصلات خارجية
- فرانسيسكو بيريز على موقع كووورة

- هذا سيرة ذاتية